# Mipus fusiformis
Mipus fusiformis is een slakkensoort uit de familie van de Muricidae. De wetenschappelijke naam van de soort is voor het eerst geldig gepubliceerd in 1902 door Martens.